# Estée Lauder Companies
Estée Lauder Companies Inc. (вимовляється Есте Лодер кампаніс інк) — американська компанія-виробник косметики і парфумерії, заснована Есте Лаудер. Штаб-квартира компанії розташована в Нью-Йорку. Обличчям торгової марки є китайська модель Фей Фей Сун.

## Історія
Компанія заснована в 1946 році Есте Лаудер, дочкою іммігрантів зі Східної Європи, та її чоловіком Джозефом Лаудером. У 1968 році була запущена лінія Clinique. Протягом своєї історії Estée Lauder поглинула ряд відомих компаній: M·A·C, Aveda, Darphin та ін. У 1995 році засновниця бізнесу Есте Лаудер відійшла від справ.

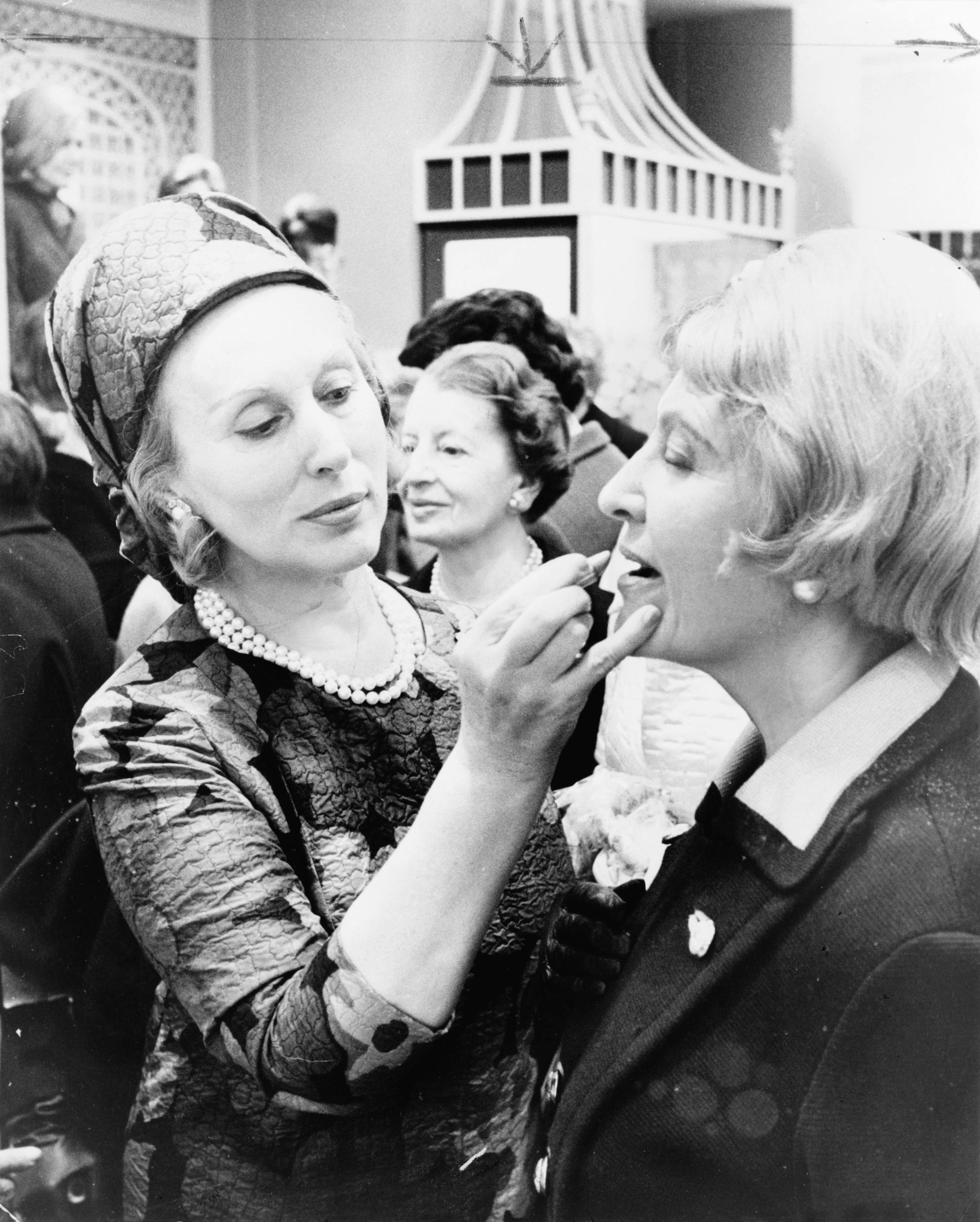
Засновниця компанії Есте Лаудер (ліворуч)

## Власники та керівництво
Основні власники компанії — сім'я Лаудер (83,5 % голосів). Капіталізація на грудень 2009 року — $ 9,7 млрд.
Президент — Фабріціо Фреда (Fabrizio Freda).

## Діяльність
Компанія виробляє парфумерні та косметичні товари під 28 марками, включаючи Estee Lauder, Clinique, M·A·C, Donna Karan, American Beauty, BECCA.

### Показники діяльності
Загальна чисельність персоналу — 32 тис. Виручка компанії за 2009 фінансовий рік, що закінчився 30 червня 2009 року, склала $ 7,32 млрд, чистого прибутку — $ 218,4 млн.